# Aristip de Larisa
Aristip (grec antic: Ἀρίστιππος, llatí: Aristippus) fou un membre de la dinastia dels alèvades nascut a Larisa de Tessàlia.
Va ser deixeble de Gòrgies de Leontins per un temps, quan aquest va visitar Tessàlia. Cir el jove li va facilitar diners i soldats dirigits pel general Menó per resistir a la facció que se li oposava, segons que diu Xenofont.